# Bodensee-Schiffsbetriebe
Die Reederei Bodensee-Schiffsbetriebe GmbH (BSB) ist eine 100-prozentige Tochtergesellschaft der Stadtwerke Konstanz GmbH. Gesellschaftssitz ist Konstanz im Landkreis Konstanz in Baden-Württemberg. Das Unternehmen führt mit seiner Flotte den regelmäßigen Kursverkehr sowie Ausflugsfahrten auf dem gesamten Bodensee durch. Des Weiteren ist es Anbieter von Event- und Charterfahrten.
2009 beförderten die BSB mit 2,2 Millionen Passagieren genauso viele Personen wie im Vorjahr. Der Umsatz stieg um 9 Prozent auf rund 12 Millionen Euro, wobei ein Großteil durch den Geschäftsbereich Kurs- und Ausflugsfahrten, gefolgt von Geschäftsbereichen Bodensee-Fähre, sowie Charter und Event erzielt wurden.

## Geschichte
Der eigentliche Begründer der Dampfschifffahrt auf dem Bodensee und damit auch der Bodensee-Schiffsbetriebe war der Konsul der Vereinigten Staaten von Amerika in Bordeaux, Edward Church. Nachdem dieser bereits im Mai 1823 auf dem Genfersee das erste Schweizer Dampfboot Guillaume Tell erbaut hatte, wurde er von dem aus Genf stammenden Konstanzer Bankier und Textilfabrikanten David Macaire d’Hoggner (1775–1845) dem Stuttgarter Verleger Freiherrn Johann Friedrich von Cotta vorgestellt. Cotta wiederum empfahl Church und dessen Vorschlag zur Aufnahme der Dampfschifffahrt auf dem Bodensee dem württembergischen König Wilhelm I. Davon angetan, beauftragte der König Church sofort mit dem Bau eines Dampfschiffes in Friedrichshafen. Hierfür wurde die Gründung der Friedrichshafener Dampfbootgesellschaft initiiert, an der König Wilhelm I einen 50%igen Anteil übernahm. Am 10. November 1824 machte das württembergische Schiff Wilhelm seine erste befriedigend verlaufene Probefahrt und wurde am 1. Dezember desselben Jahres als erstes Dampfschiff des Bodensees in den Liniendienst gestellt. Fortan übernahm es Personen- und Gütertransporte zwischen Friedrichshafen und Rorschach/Romanshorn. Die Dampfbootgesellschaft wurde 1854 in die Königlich Württembergischen Staats-Eisenbahnen übernommen.
Ausgestattet mit einer entsprechenden Genehmigung des Grossherzogs von Baden, wurde am 12. Juli 1830 in Konstanz die Dampfschiffahrtsgesellschaft für den Bodensee und Rhein in Konstanz unter der Präsidentschaft David Macaire d'Hoggner gegründet. Am 30. November 1831 konnte das Unternehmen erfolgreich sein erstes Schiff, den Glattdeckdampfer Leopold, in Betrieb nehmen. Im folgenden Jahr nahm das zweite Schiff, der Glattdeckdampfer Helvetia, seinen Dienst auf. Nach 1854 (Württemberg) übernahmen die Staatseisenbahnen der Länder die Schifffahrt, Bayern und Baden folgten 1863. Bereits ab 1860 entstand die Ausflugsschifffahrt, die Motorschifffahrt begann 1920. 1920 wurde die Bodenseeschifffahrt der drei deutschen Länder der Deutschen Reichsbahn unterstellt. Im Zweiten Weltkrieg musste 1944 der Bodensee-Schiffsverkehr eingestellt werden. Nach Kriegsende wurde die Flotte durch französische Behörden 1945 beschlagnahmt, erst 1948 konnten sämtliche Kurse der Bodensee-Schifffahrt wieder aufgenommen werden. 1952 kam es zur Übernahme der Flotte durch die Deutsche Bundesbahn, nach 1994 Deutsche Bahn AG.
Im Jahr 1996 wurden die Bodensee-Schiffsbetriebe als Tochtergesellschaft „BSB GmbH“ aus der Deutschen Bahn AG ausgegliedert. Im Dezember 2002 wurden die BSB und die damit verbundenen Hafen- und Grundstücksflächen durch die Stadtwerke Konstanz GmbH erworben. Sie firmieren seit dem 15. Mai 2003 als „Bodensee-Schiffsbetriebe GmbH“, einer Tochtergesellschaft der Unternehmensgruppe der Stadtwerke Konstanz GmbH. Die BSB sind Mitglied der Vereinigten Schifffahrtsunternehmen für den Bodensee und Rhein (VSU), einem Verband der vier großen Schiffsbetriebe, der unter Leitung der BSB-Geschäftsführung die Fahrpläne und Tarife der Mitglieder koordiniert.
Gegenstand des Unternehmens ist die Beförderung von Personen und Gütern auf dem Bodensee und alle mit dem Schiffsbetrieb mittelbar oder unmittelbar verbundenen Geschäfte, wie zum Beispiel Dienstleistungen im Bereich Instandhaltung Wasserbau. Darunter fallen die Erneuerung von Molenbelägen, Instandhaltungsarbeiten im Hafenbecken oder das Rammen von Dalben. Des Weiteren erforderte die Übernahme der BSB die Gründung der Bodensee-Hafengesellschaft mbH (BHG), ebenfalls eine 100-prozentige Tochter der Stadtwerke Konstanz GmbH. Ihre Aufgabe ist die Verwaltung und Verwertung eigenen Grundbesitzes oder Wasserflächen.

## Fähre Friedrichshafen-Romanshorn

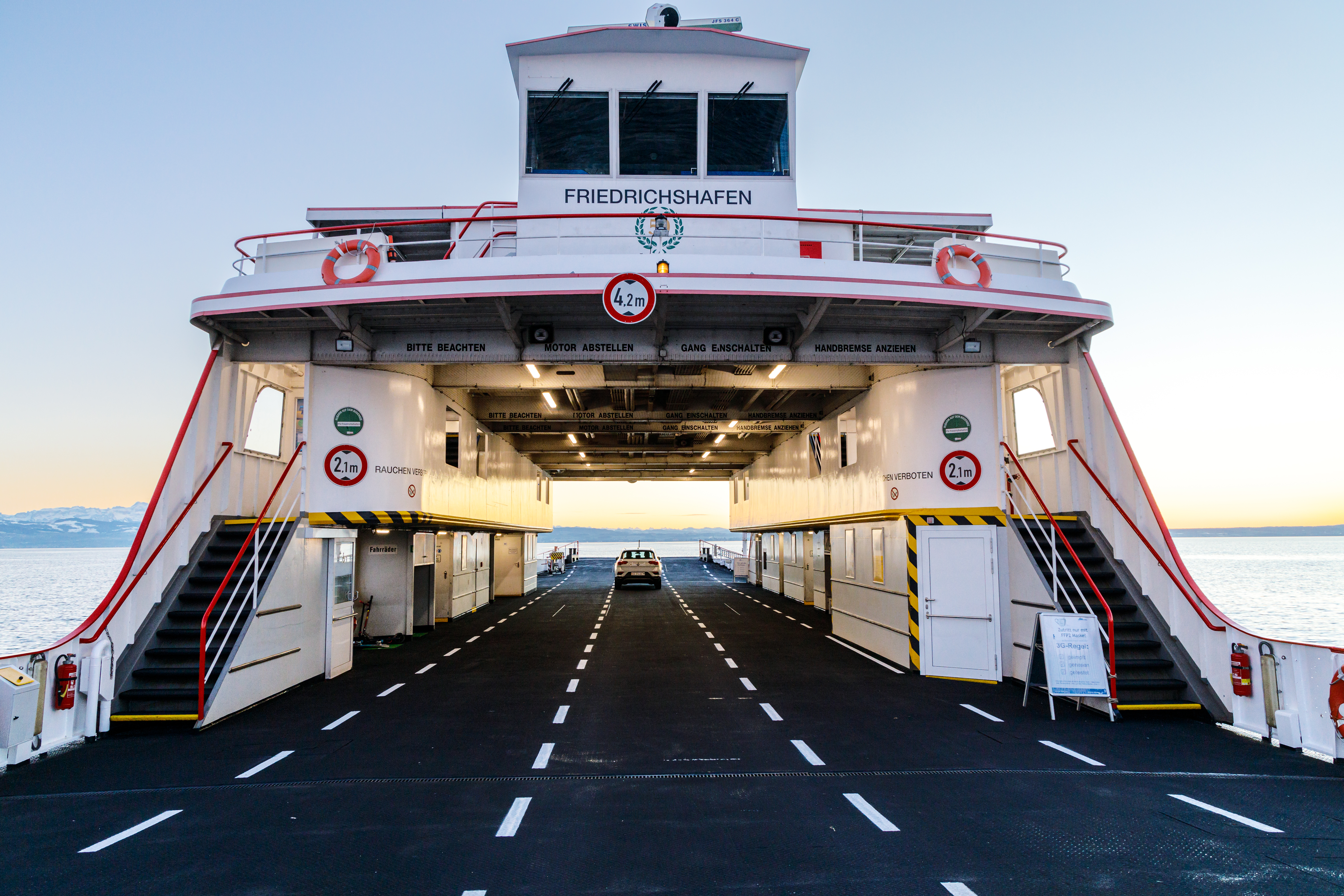
Schwimmende Landstrasse: MF Friedrichshafen

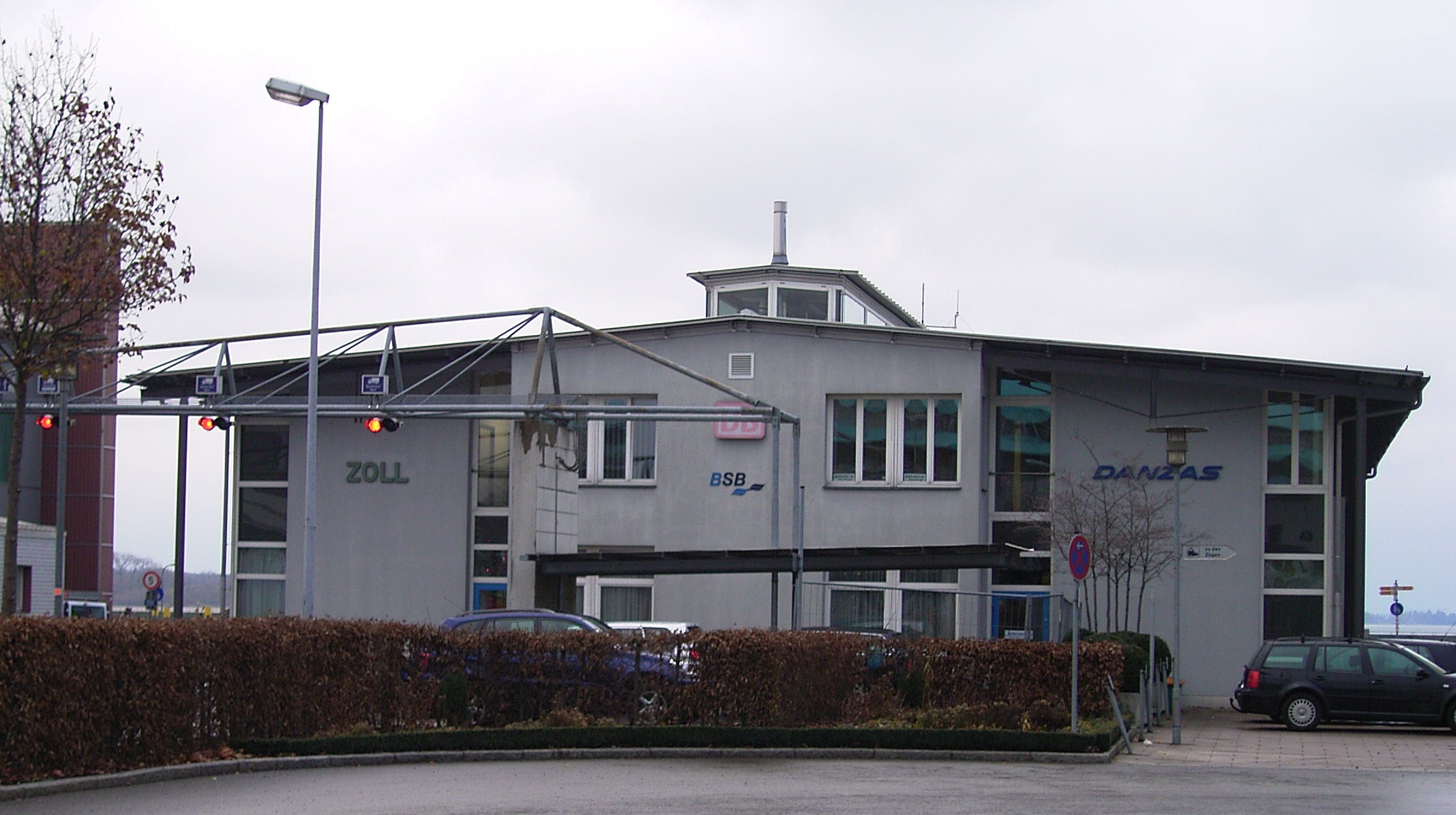
BSB-Gebäude mit Zollabfertigung in Friedrichshafen, Seestraße 23

Gemeinsam mit der Schweizerischen Bodensee-Schifffahrt (SBS) mit Sitz in Romanshorn betreiben die Bodensee-Schiffsbetriebe die ganzjährig im Stundentakt verkehrende Fährverbindung zwischen Friedrichshafen und Romanshorn. Die sogenannte „Bodensee-Fähre“ kann neben Kraftfahrzeugen auch von Fußgängern und Fahrradfahrern genutzt werden.
Die Autofähre Konstanz–Meersburg gehört zwar zum Kerngeschäft der Stadtwerke Konstanz, wird von diesen aber unabhängig von den Bodensee-Schiffsbetrieben geführt.

## Kursschifffahrt
Die Weiße Flotte der Bodensee-Schiffsbetriebe verbindet von April bis Mitte Oktober die wichtigsten Seestädte und Ausflugsziele. Mit der Jungfernfahrt der Überlingen am 19. und 20. Juni 2010 wurde die BSB-Flotte innerhalb von vier Jahren um zwei neue Fahrgastschiffe erweitert. Ein weiteres Schiff der Reederei ist die 2006 in Dienst gestellte Lindau.

## Flotte
Zur Flotte gehören derzeit 13 Motorschiffe mit verschiedenen Heimathäfen sowie zwei Motorfähren:

### Motorschiffe
Die Motorschiffe Baden, Karlsruhe und Schwaben, die aus den Jahren 1935 und 1937 stammen, gelten nahezu als Oldtimer. In sie wurden in den letzten Jahren hohe Summen investiert um ihren klassischen Stil und Charme zu bewahren. Die in den frühen 1960er Jahren gebauten Motorschiffe Stuttgart und München wurden ebenfalls in den letzten Jahren innen und außen komplett renoviert. Dadurch erbringen sie einen technisch guten Betrieb sowie Komfort und Sicherheit für die Fahrgäste. Weitere Motorschiffe sind die Reichenau, Konstanz und Uhldingen. Die Schiffe, deren Renovationsbedarf und deren Unterhalts- und Kraftstoffkosten stark ansteigen, werden nach und nach durch neue komfortable Schiffe ersetzt, die im Unterhalt erheblich kostengünstiger sind. Die Graf Zeppelin stammt aus dem Jahr 1989. Die Stadt Radolfzell wurde 1994 in Dienst gestellt. Im Juli 2006 hatten die Bodensee-Schiffsbetriebe das 500-Personen-Schiff Lindau in Betrieb genommen. Im Juni 2010 wurde ein weiterer Schiffsneubau in Dienst gestellt: Das 1000-Personen-Dreideckschiff Überlingen verstärkt seitdem die Weiße Flotte.
Der für 300 Passagiere zugelassene Katamaran Insel Mainau (Projektname MS Artemis), das derzeit größte deutsche Elektroschiff, verkehrt seit 19. September 2022. Bei guten Erfahrungen mit dem Erstling soll ein Schwesterschiff gebaut und 2025 in Betrieb genommen werden.
| Name             | Länge   | Personen max. | Innenplätze | Baujahr |
| ---------------- | ------- | ------------- | ----------- | ------- |
| Baden            | 52,50 m | 650           | 144         | 1935    |
| Karlsruhe        | 56,30 m | 800           | 232         | 1937    |
| Schwaben         | 56,00 m | 770           | 260         | 1937    |
| Stuttgart        | 57,80 m | 1.000         | 323         | 1960    |
| Reichenau        | 34,60 m | 250           | 96          | 1961    |
| München          | 57,50 m | 1.000         | 335         | 1962    |
| Konstanz         | 57,00 m | 690           | 302         | 1964    |
| Uhldingen        | 30,50 m | 300           | 96          | 1974    |
| Bayern           | 30,80 m | 200           | 96          | 1974    |
| Graf Zeppelin    | 56,25 m | 700           | 492         | 1989    |
| Stadt Radolfzell | 52,60 m | 500           | 172         | 1994    |
| Lindau           | 45,90 m | 500           | 224         | 2006    |
| Überlingen       | 58,20 m | 1000          | 222         | 2010    |
| Insel Mainau     | 33,0 m  | 300           | 58          | 2022    |

### Motorfähren
Die Motorfähren Friedrichshafen und Euregia werden auf der Fährverbindung zwischen Friedrichshafen und Romanshorn gemeinsam mit der Schweizerischen Bodensee-Schiffahrtsgesellschaft betrieben:
| Name            | Länge   | Personen max. | Innenplätze | Baujahr |
| --------------- | ------- | ------------- | ----------- | ------- |
| Friedrichshafen | 55,50 m | 700           | 115         | 1966    |
| Euregia         | 60,00 m | 700           | 268         | 1996    |

## Werft

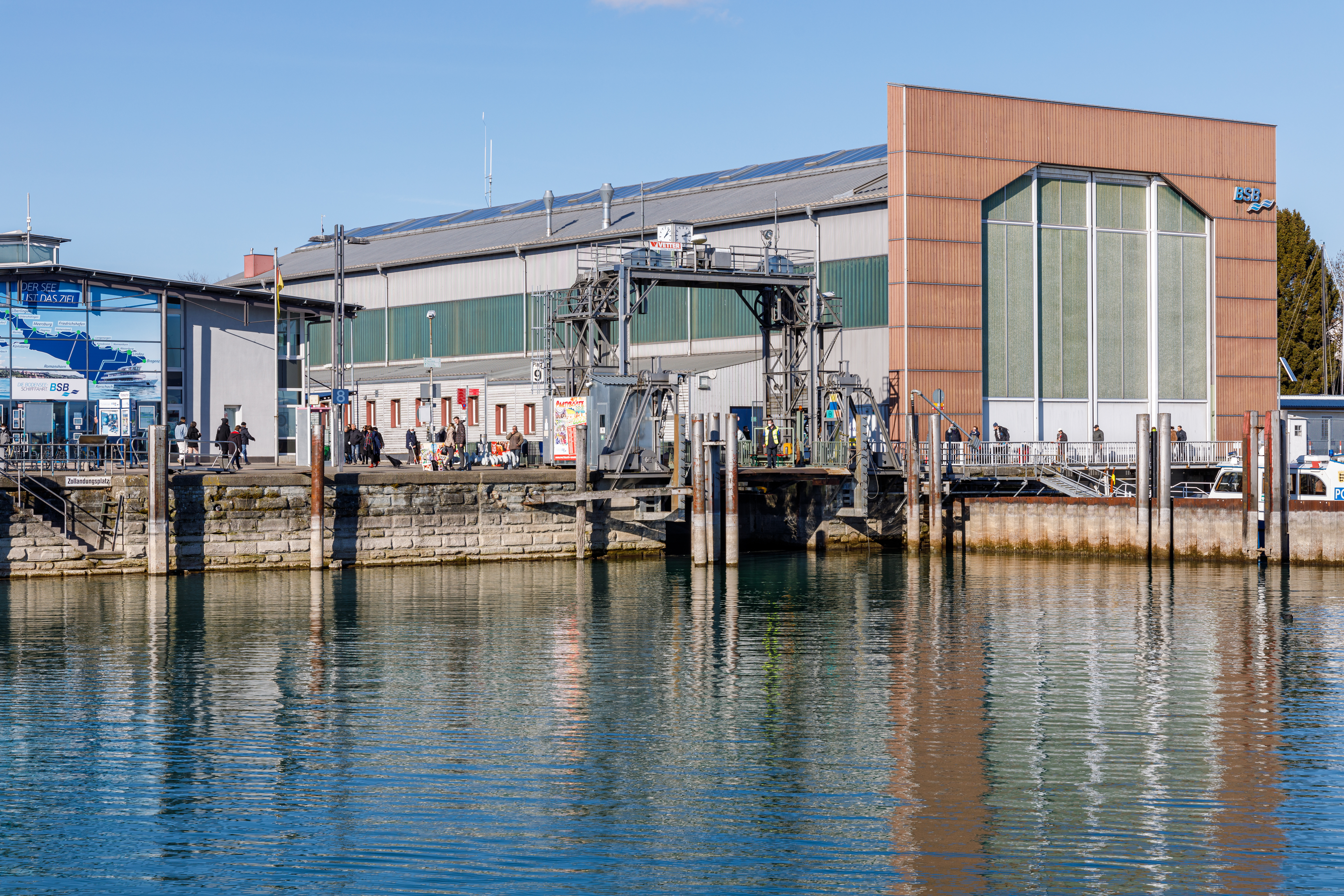
BSB-Werfthalle Friedrichshafen

Die Bodensee-Schiffsbetriebe betreiben in Friedrichshafen eine eigene Werft, jedoch ohne Schiffsbau. Die Werft befindet sich unmittelbar auf der anderen Seite des Fährbetriebs am Fähranlager Friedrichshafen–Romanshorn. Das Areal in bester exponierter Lage an der Promenade hat rund 40.000 Quadratmeter. Hier werden vor allem nach der Saison auf dem See in der Winterzeit umfangreiche Reparatur- und Überholungsarbeiten an den Schiffen durch mehr als 30 Mitarbeiter vorgenommen, wobei mit bis zu 40 Fremdfirmen zusammengearbeitet wird. In den Sommermonaten sind es fünf oder sechs Mitarbeiter.
Im Jahr 2022 waren 10 Mitarbeiter der Stralsunder Ostseestaal-Werft in der Werft der BSB tätig, um die in Stralsund vorgefertigten Module der MS Insel Mainau (2022) zusammenzufügen und das Schiff zu komplettieren.

## Denkmalschutz
Vier Schiffe der Bodensee-Schiffsbetriebe GmbH (BSB) sind am 4. Juni 2014 vertraglich „zum dauerhaften Erhalt der Schiffe“ als Kulturdenkmale eingestuft worden: Das ehemalige Arbeitsschiff Möve (ursprünglich ein  „Lastensegler“, Baujahr 1877), die Motorschiffe Baden und Schwaben sowie das Arbeitsschiff Friedrichshafen.